# 명덕여자고등학교
명덕여자고등학교(明德女子高等學校)는 대한민국 서울특별시 강서구 내발산동에 위치한 사립 고등학교이다.

## 학교 연혁
- 1977년 10월 15일 : 학교법인 명덕학원을 설립하고 문교부 장관으로부터 허가를 받음, 법인 이사장에 윤명기 박사 취임
- 1983년 12월 26일 : 명덕여자고등학교 설립 인가
- 1984년 1월 29일 : 본관 (3,863m2) 신축교사 준공 (여중, 여고 1학년 수용 계획 확정)
- 1984년 3월 5일 : 명덕여자고등학교 제1회 신입생 12학급 720명을 배정받아 입학식을 갖고 개교함, 초대 교장 우종응 선생 취임
- 1985년 1월 20일 : 진선관(7,319m2)을 준공하고 여고 1학년 12학급과 여중 18학급을 동시에 수용함
- 1986년 1월 29일 : 원당관 (5,250m2) 준공
- 1987년 1월 29일 : 수덕관 및 강당(4,647m2) 준공
- 1987년 2월 13일 : 명덕여자고등학교 제1회 졸업식
- 1987년 3월 2일 : 명덕여자고등학교 2부 제1회 입학식
- 1990년 12월 19일 : 학생 생활관(1,697m2) 준공
- 2023년 2월 10일 : 명덕여자고등학교 제37회 졸업식 (연인원 26,465명)
- 2023년 2월 22일 : 학교법인 명덕학원 이사장 윤형탁 선생 취임
- 2023년 3월 1일 : 명덕여자고등학교 제13대 교장 김재국 선생 취임
- 2023년 3월 2일 : 명덕여자고등학교 제40회 입학식(13학급 384명)

## 참고 자료
- 명덕여자고등학교 - 한국교육학술정보원 학교알리미